# Kongress von Chilpancingo

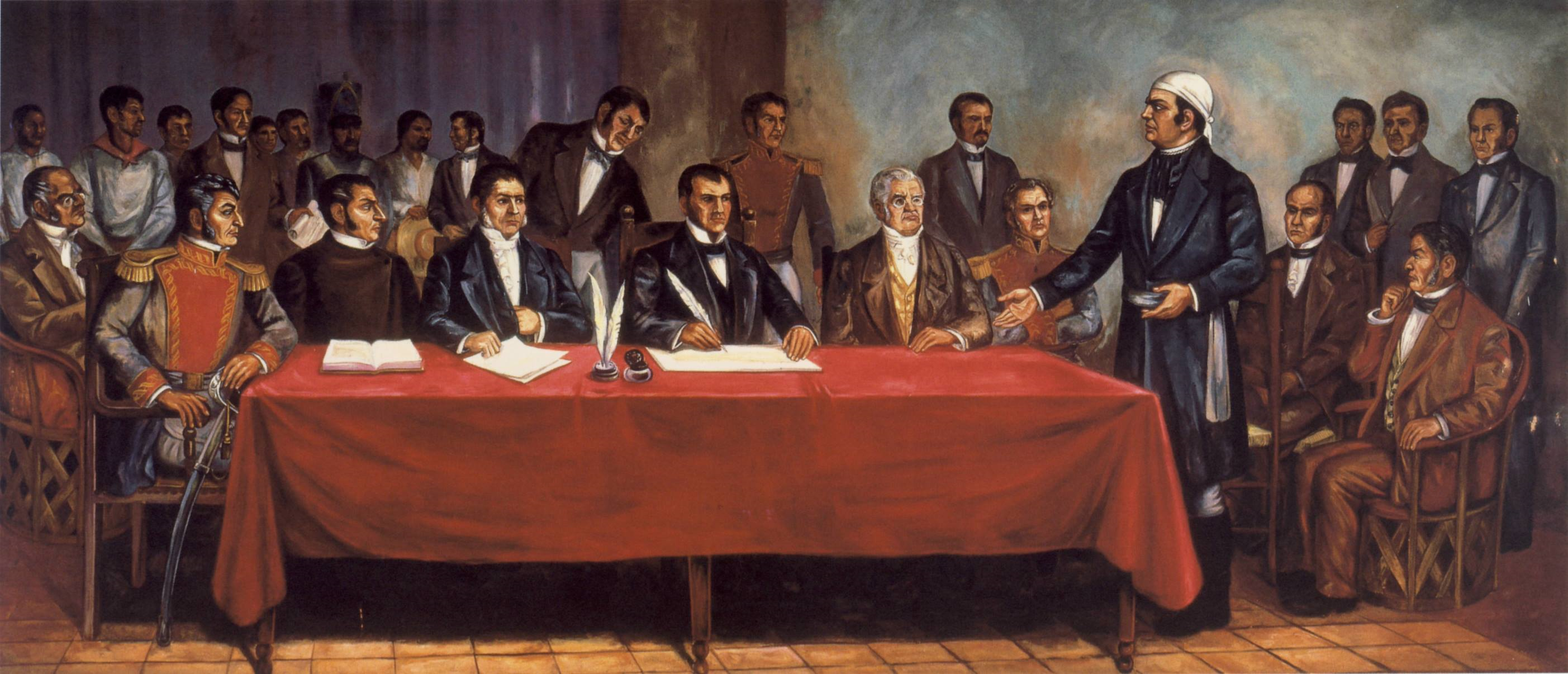
Teilnehmer des Kongresses von Chilpancingo (v. l. n. r.): Ignacio López Rayón, José Sixto Verduzco, Andrés Quintana Roo, José María Liceaga, Carlos María de Bustamante und stehend José María Morelos

Der Kongress von Chilpancingo (auch: Kongress von Anáhuac) tagte von September bis November 1813 in der Stadt Chilpancingo im heutigen mexikanischen Bundesstaat Guerrero. In einer Erklärung wurde das Programm der bereits seit 1810 existierenden Unabhängigkeitsbewegung Mexikos erstmals schriftlich fixiert.

## Vorgeschichte
Der Priester und Unabhängigkeitskämpfer Miguel Hidalgo y Costilla hatte bereits am 16. September 1810 in seinem später berühmt gewordenen ‚Ruf von Dolores‘ (Grito de Dolores) die Freiheit und Unabhängigkeit Mexikos vom napoleonisch besetzten Mutterland Spanien postuliert. Der genaue Wortlaut des Grito ist heute unbekannt. Nach kriegerischen Auseinandersetzungen wurden Hidalgo und sein Mitstreiter Ignacio Allende im Folgejahr gefangen genommen und im Sommer 1811 in Chihuahua hingerichtet. Der Kampf ging jedoch weiter – sein Anführer auf Seiten der Aufständischen (Insurgentes) war der Anwalt Ignacio López Rayón, der als General der Armee der Aufständischen einige kleinere militärische Erfolge verzeichnen konnte.

## Kongress
López Rayón war Gründungsmitglied des Kongresses von Chilpancingo, doch stand der Kongress ganz unter der – nicht unumstrittenen – Autorität von José María Morelos. In einer Erklärung vom 14. September 1813 wurden in 23 Artikeln die sogenannten „Gefühle des Volkes“ (Sentimientos de la Nación) formuliert und festgehalten; die wichtigsten sind:
01. Mexiko ist frei und unabhängig von jeder anderen Nation.
02. Die katholische Religion soll die einzige sein ohne Toleranz einer anderen.
05. Die Souveränität geht vom Volk aus.
06. Ausgehend von Idealen der Französischen Revolution wird die staatliche Gewalt in Legislative, Exekutive und Judikative geteilt.
11. Das monarchische System wird gegen ein liberales ausgetauscht.
15. Die Sklaverei und das Klassensystem werden abgeschafft.
22. Die Steuern und Abgaben der Indios werden abgeschafft.
Einen Tag später beschloss der Kongress die Anrede „Hoheit“ (Altezza serenissima) für José María Morelos, was dieser jedoch zurückwies; stattdessen betrachte er sich als „Diener des Volkes“ (Siervo de la Nación). Er rief am 6. November 1813 erneut die Unabhängigkeit Mexikos aus, wurde jedoch zwei Jahre später von spanischen Einheiten gefangen genommen, in die Hauptstadt gebracht und am 22. Dezember 1815 außerhalb der Stadt erschossen.